# Un air, deux familles
Albums par Les Ogres de Barback
Croc'Noces
(2001) La Pittoresque Histoire de Pitt'ocha
(2003)
Albums par Les Hurlements D'Léo
La Belle Affaire
(2001) Ouest Terne
(2003)
Un air, deux familles est un projet collectif des Ogres de Barback et des Hurlements d'Léo lancé en 2001 et qui a donné lieu à deux tournées dont les captations respectives ont conduit à la publication de deux albums live en 2002 et 2017.

## Historique
En 1998, les Ogres de Barback s'associent à d'autres artistes pour acheter un chapiteau qui leur permettra de faire des tournées hors du circuit classique des salles de concert, le projet est nommé Latcho Drom. C'est sous ce chapiteau qu'en 2001, les ogres de barback et les hurlements d'Léo se retrouvent pour une tournée qui fait étape dans plusieurs villes françaises. Lors de cette tournée est enregistré un album live présenté au public lors d'un concert à l'Élysée-Montmartre en février 2002. Les deux groupes sortent aussi un DVD issu de cette même tournée.
L'album s'écoule à 50 000 exemplaires et le DVD à 10 000[source insuffisante]. Le disque est certifié disque d'or en janvier 2008. 
En 2007 le collectif se reforme pour une tournée et quelques années plus tard, alors qu'il avait été annoncé que le CD ne serait pas pressé à nouveau, une nouvelle édition sort à l'automne 2016. Cette sortie est suivie d'une tournée au début de l'année 2017. Lors de cette nouvelle tournée, le groupe est rejoint sur scène par La Rue Ketanou et Debout sur le zinc pour certains morceaux enregistrés sur l'album live qui sort la même année.
En 2023, l'album de 2002 est publié sous forme de vinyle.

## Albums live

### Un air, deux familles (2002)
| No  | Titre                                     | Durée |
| --- | ----------------------------------------- | ----- |
| 1.  | Mostari                                   |       |
| 2.  | Jojo                                      |       |
| 3.  | Mytho                                     |       |
| 4.  | Rue du temps                              |       |
| 5.  | Grand-mère                                |       |
| 6.  | Carcarès                                  |       |
| 7.  | Stari Most                                |       |
| 8.  | Rue de Paname                             |       |
| 9.  | Cirrhose                                  |       |
| 10. | La ruelle                                 |       |
| 11. | La gare de Caen                           |       |
| 12. | Salut à toi (Reprise des Béruriers Noirs) |       |

### Latcho drom 2017
| No  | Titre                                  | Durée |
| --- | -------------------------------------- | ----- |
| 1.  | Jojo                                   |       |
| 2.  | Une idée passe                         |       |
| 3.  | Mytho                                  |       |
| 4.  | La malle en mai                        |       |
| 5.  | Grand-mère / Le P'tit Monsieur en gris |       |
| 6.  | La ventura                             |       |
| 7.  | Les cigales                            |       |
| 8.  | Les mots                               |       |
| 9.  | Pages de ma vie                        |       |
| 10. | Quand tu seras là-bas                  |       |
| 11. | La piave                               |       |
| 12. | Le café des jours heureux              |       |
| 13. | Poil aux yeux                          |       |
| 14. | Pas du gâteau                          |       |